# Сувлаки

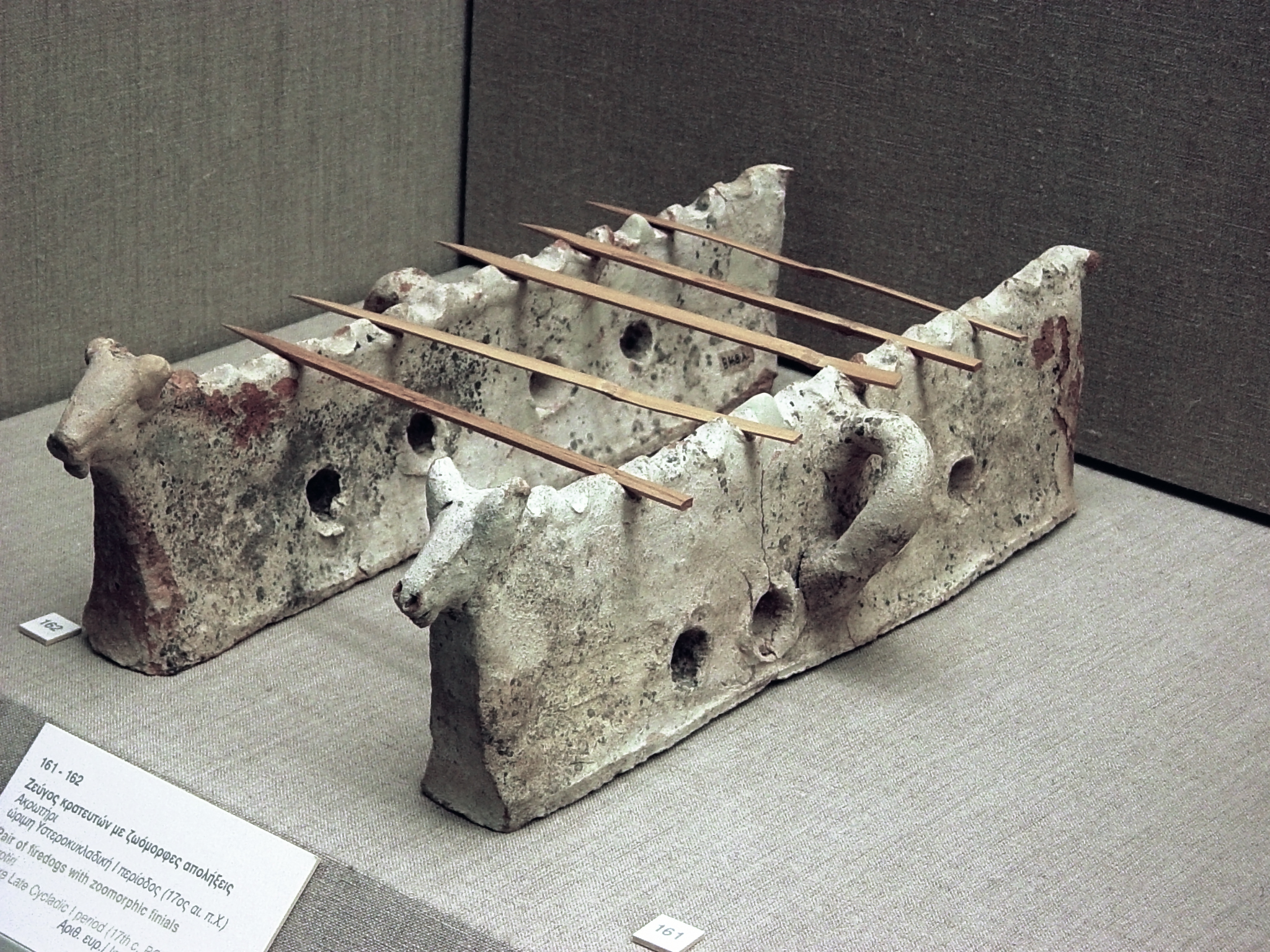
Древняя терракотовая подставка для сувлаки с о. Санторини

Сувла́ки (греч. σουβλάκι, букв. «шпажка») — небольшие шашлыки на деревянных шпажках, типичные для греческой кухни.

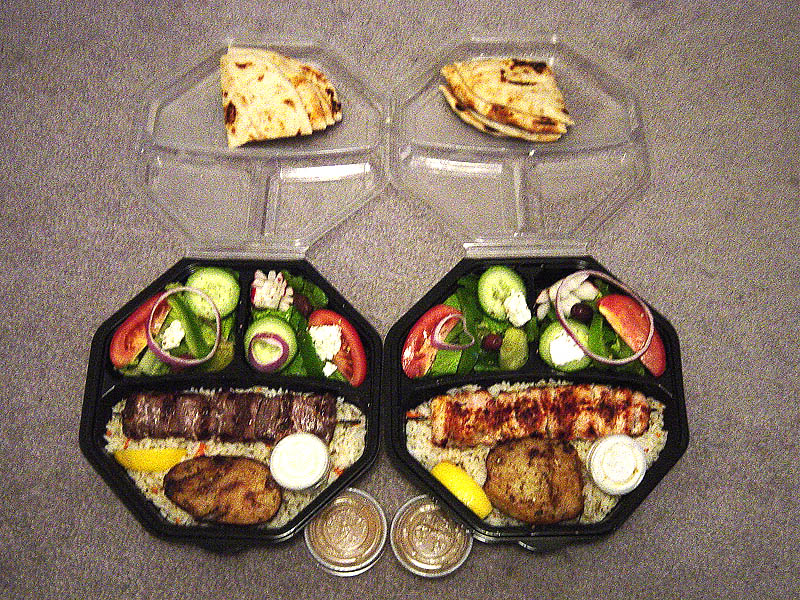
Набор для самостоятельного приготовления «сувлаки в пите»

Обычно для приготовления сувлаки используют свинину (традиционно в Греции), реже — баранину и куриное мясо (Абхазия) или рыбу (в других странах или для туристов). Мясо нарезают на небольшие кусочки и маринуют в смеси оливкового масла, орегано, лимонного сока, соли и перца, затем нанизывают на короткие шпажки и готовят шашлыки на открытом огне или на противне, поставленном на угли, за счёт чего мясо получается довольно сухим.
Сувлаки считаются греческим фастфудом и продаются практически во всех ресторанах быстрого обслуживания и закусочных. Чаще всего сувлаки подают или на шпажке, вместе с белым хлебом и кусочками лимона (или лимонным соком), или же наподобие шаурмы, «сувлаки в пите». В последнем случае мясо снимается со шпажки и заворачивается вместе с томатами, луком и соусом цацики в слегка обжаренную питу. Существуют также другие виды начинки: зелёный салат, картофель фри, сладкий перец, горчица, кетчуп.

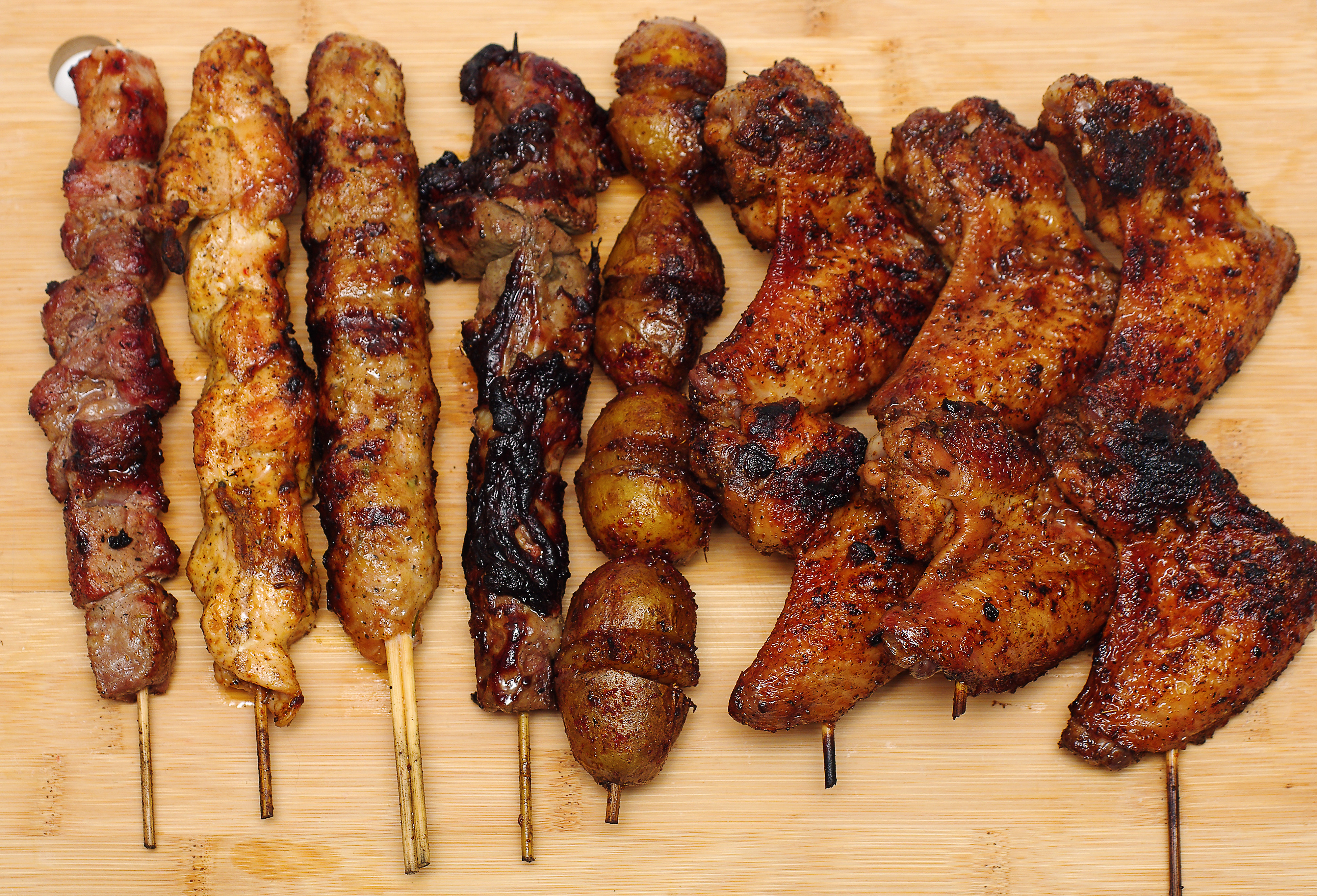

На Кипре в пите обычно делают «кармашек», куда кладут начинку. Для сувлаки чаще всего используют баранину, свинину, курятину и/или традиционные колбаски шефталия. В качестве салата — смесь из помидоров, огурцов и капусты.